# Case di San Paolo

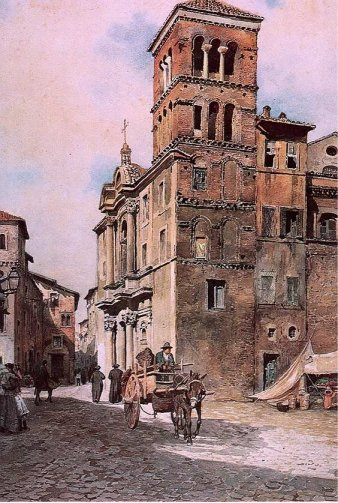
Vista da Via di Santa Maria in Monticelli com as Case di San Paolo no fundo e a igreja de Santa Maria in Monticelli à direita.
Década de 1880. Por Ettore Roesler Franz.

Case di San Paolo é um conjunto de residências localizado na Via di Santa Maria in Monticelli, no rione Regola de Roma, anexa ao Palazzo del Ministero di Grazia e Giustizia e vizinha da igreja de San Paolo alla Regola.

## História
Este edifício tem este nome porque, segundo uma antiga lenda, o apóstolo Paulo teria vivido em uma casa localizada no local enquanto aguardava julgamento: a tradição se baseia num pergaminho de 1245 segundo o qual, numa referência à região, se lê a frase "in loco ubi dicitur Pauli", uma expressão que implicaria na palavra "schola", isto é, o local onde Paulo teria realizado seu trabalho de catequese. Conta também a tradição que o apóstolo teria vivido em uma casa sobre a qual depois foi construída a vizinha igreja de San Paolo alla Regola, o que para alguns seria uma confirmação da tradição mesmo levando em conta que a suposta casa do apóstolo está indicada como estando em dois locais distintos (apesar de muito próximos); para outros, trata-se apenas de uma lenda medieval sem nada a ver com Paulo, mas nascida de um erro na interpretação de um baixo relevo situado no interior da igreja de Santa Maria in Monticelli que mostra um velho mestre ensinando no oratório medieval erigido no local. 
As Case di San Paolo são, na verdade, um complexo de edifícios composto por sete diferentes estruturas medievais estreitamente relacionadas e construídas no final do século XIII. Entre 1913 e 1924, por ocasião das obras de construção do Palazzo del Ministero di Grazia e Giustizia, o complexo todo foi destinado à demolição e salvou graças à intervenção desesperada de uma associação dedicada à salvação do local, os "Amici dei Monumenti". Por conta disto, as Case acabaram incorporadas ao próprio palácio do ministério. Infelizmente, isso não foi suficiente para preservá-los: na verdade, as casas, uma vez rebocadas e pintadas, foram restauradas em 1938 pela Superintendência dos Monumentos do Lácio, que mudou profundamente a aparência e a divisão interna.
À esquerda está uma torre, caracterizada por um revestimento de tijolos na parte inferior e de tufo na superior, com um pórtico mais alto e estreito em relação aos demais edifícios e com uma bela lógia coberta por um teto de cabana (hoje envidraçada). Os próximos dois edifícios, estes também com um pórtico no piso térreo, apoiado por colunas baixas e largas, mas com arcadas de dimensões distintas, apresentam-se numa estrutura de tufo e, por isso, um aspecto profundamente modificado nas obras de 1938, como já mencionado. A casa seguinte apresenta uma lógia também muito modificada pela abertura de janelões e pela elevação do teto. As próximas duas estruturas, por outro lado, tiveram sua altura reduzida em um piso. Finalmente, a última casa da direita foi dotada de uma janela monófora em peperino imitando a original na quarta casa.
Diversas colunas de granito removidas de edifícios mais antigos foram reutilizadas para construir os pórticos. O edifício atualmente abriga escritórios do Ministério da Justiça.